# درقولة
درقولة أو جَلَّاد (الاسم العلميGaleus)، جنس أسماك بحرية بيوضة من القروش القطية. اعطانها البحر الأبيض المتوسط والمحيط الأطلسي وغرب ووسط المحيط الهادي، وخليج كاليفورنيا.